# 西班克鎮區 (明尼蘇達州斯威夫特縣)
西班克鎮區（英語：West Bank Township）是位於美國明尼蘇達州斯威夫特縣的一個行政鎮區。

## 地方資料
西班克鎮區的面積為93.56平方千米，當中陸地面積為93.29平方千米，而水域面積為0.26平方千米。根據2020年美國人口普查的數據，當地共有人口138人，而人口密度為每平方千米1.47人。